# Juhász Imre (jogász)
Juhász Imre (Budapest, 1963.) magyar jogász, alkotmánybíró, 2024-től 2025-ig az Alkotmánybíróság elnöke.

## Élete
Édesapja jogász volt. 1981-től az Eötvös Loránd Tudományegyetem (ELTE) Állam- és Jogtudományi Karának hallgatója, ahol 1986-ban szerzett jogi diplomát. Ezt követően egyetemi tanársegéd lett a Polgári Eljárásjogi Tanszéken. 1989-ben ügyvéd-jogtanácsos tagozaton jogi szakvizsgát tett, 1990 és 2013 között ügyvédként is tevékenykedett. 1992-től egyetemi adjunktus volt. Az 1990-es évek első felében részt vett az ENSZ által szervezett jogvédő programban, ahol délvidéki és erdélyi menekültek jogi képviseletét látta el. 2000-ben európai jogi szakjogász másoddiplomát szerzett. 
2006 novembere és 2008 márciusa között alapító tagként vett részt a 2006-os őszi tömeges emberi jogsértések okainak feltárására létrehozott Civil Jogász Bizottság (CJB) munkájában. 2008 februárjában az Országgyűlés az akkor létrehozott és a rendőrségi tevékenység civil kontrolljával megbízott Független Rendészeti Panasztestület tagjává választotta; 2010-től 2013-ig a testület elnöke volt. 
2011-ben PhD fokozatot szerzett.
2013. január 1-e óta Magyarország képviseletében az Európa Tanács Rasszizmus és Intolerancia Elleni Bizottságának tagja.
2013 márciusában az Országgyűlés az Alkotmánybíróság tagjává választotta, a 70. életévét betöltő Holló András helyére. A testületnek 2013. április 3-a óta tagja. 2018-tól az ELTE ÁJK Polgári Eljárásjogi Tanszékének egyetemi docense. Esetenként megbízást vállal más intézmények oktatási-tudományos feladatainak ellátásában is (pl. Károli Gáspár Református egyetem ÁJK).
2024. június 11-én az Országgyűlés az Alkotmánybíróság elnökévé választotta, a köztársasági elnökké választott Sulyok Tamás helyére.

## Szakmai életpálya
Az Eötvös Loránd Tudományegyetem Állam- és Jogtudományi Karán végzett 1986-ban. 1989-ben jogi szakvizsgát tett. 2000-ben európai jogi szakjogász másoddiplomát szerzett. 2011-ben megkapta a Ph.D. fokozatot. 1986 és 1992 között egyetemi tanársegéd volt az ELTE Polgári Eljárásjogi Tanszékén. 1990-től 2013-ig ügyvédként is tevékenykedett. 1992-től egyetemi adjunktus, 2018-tól egyetemi docens az ELTE ÁJK Polgári Eljárásjogi Tanszékén. 1990/1991-től 2013-ig ügyvédként is tevékenykedett. A 2006-os őszi tömeges emberi jogsértések okainak feltárására létrehozott Civil Jogász Bizottság (CJB) alapító tagja. 2008 februárjától a Független Rendészeti Panasztestület Archiválva 2022. január 5-i dátummal a Wayback Machine-ben tagja, 2010-től 2013-ig, alkotmánybíróvá választásáig, a testület tagja és elnöke.
2013. január 1-től Magyarország képviseletében az Európa Tanács Rasszizmus és Intolerancia Elleni Bizottságának tagja.
2013. április 3-tól alkotmánybíró.

## Alkotmánybírói tevékenység
2013. március 25-én az Országgyűlés 2/3-os többséggel Alkotmánybíróvá választotta, 2013. április 3. napjától 12 évre.  Dr. Juhász Imre alkotmánybíró-jelölt meghallgatása az Országgyűlés Alkotmányügyi, igazságügyi és ügyrendi bizottságának 2013. március 25-én megtartott üléséről.
Alkotmánybíróként a Teljes Ülésen való folyamatos részvétel mellett tanácsvezető alkotmánybíróként és egyesbíróként is több ízben tevékenykedett.
Alkotmánybírói szerepfelfogása: „ A történeti alkotmány vívmányainak és az emberi jogi szemléletnek az alkotmánybírósági döntésekben való még erőteljesebb megjelenítését továbbra is fontosnak tartom. Az Alaptörvény védelme és a szellemileg és lelkileg is egységes magyar nemzet jövője iránt érzett felelősség pedig nem átmeneti kabát, amit tetszés és igény szerint előkapunk a naftalinból.” Forrás: „Egyre inkább szükség van az Alkotmánybíróságra” – interjú dr. Juhász Imre alkotmánybíróval. Arsboni, 2018. 

## Tudományos tevékenység
1986-tól egyetemi tanársegéd, 1992-től egyetemi adjunktus, 2018-tól egyetemi docens az ELTE ÁJK Polgári Eljárásjogi Tanszékén.
Oktatott tantárgyak: Polgári Perjog, Polgári Nemperes Eljárások
Kutatott témák: Polgári Perjog (törvénykezési szervezet, alkotmányjogi panasz eljárásjogi összefüggései); Polgári Nemperes Eljárások (Nemperes eljárások fogalma, tárgya, története); Alkotmányjog (emberi jogok – nemzeti kisebbségek jogai – , alkotmánytörténet, az alkotmányjogi panasz helye és szerepe az alkotmánybíróságok gyakorlatában)
Aktuális, kiemelt kutatási területe: Fiume (jog)története, amelynek keretében a kikötőváros mind a múltban, mind a jelenben betöltött sajátos szerepére, valamint a várost érintő magyar jogszabályokra fókuszál. Vonatkozó kutatásának eredményei a 2020-ben megjelent „Fiume – egy közép-európai város és kikötő a hatalmi érdekek metszéspontjában” című művében olvashatóak.
Az Alkotmányjogi Szemle szerkesztőbizottságának tagja. Megszüntetéséig a Független Rendészeti Panasztestület Rendészet és emberi jogok c. folyóirata szerkesztőbizottságának tagja, majd a szerkesztőbizottság elnöke volt.

## Az emberi jogok védelme
2015 és 2019 között az Európai Unió Alapjogi Ügynöksége (Fundamental Rights Agency – FRA) Igazgatótanácsának tagja, mely testület feladata az Ügynökség munkaprogramjának meghatározása, az emberi jogok uniós helyzetéről szóló éves jelentés, illetve az FRA költségvetésének jóváhagyása és munkájának felügyelete. Az igazgatótanács tagállamonként egy-egy független szakértőből, az Európai Bizottság két képviselőjéből és az Európa Tanács által kinevezett független szakértőből áll. 
2012. október 24-én a Miniszterek Tanácsa (Európa Tanács – ET) első ízben erősítette meg a kinevezését az Európa Tanács Rasszizmus és Intolerancia Elleni Bizottságának (ECRI) tagságára vonatkozóan. E strasbourgi székhelyű Bizottság kifejezetten jogászokból álló, emberi jogi szakértői testület, amely 5 évente országjelentésekben és időközi utánkövetési eljárásokban vizsgálja a tagállamokat a rasszizmus és az intolerancia szempontjából. A tagok többsége hazájában jogi egyetemi oktató, illetve különböző jogvédő szervezeteknél dolgozik, de pl. a több alkotmánybíró is volt már a testület tagja. A posztot Magyarország képviseletében 2013. január 1-jei hatállyal kezdődően tölti be és a Miniszterek Tanácsa (ET) döntése értelmében 2018. január 1-től újabb 5 évig folytathatja itt a munkát. Az ECRI 2017-ben a Moldovai Köztársaságról szóló jelentés raportőrének kérte fel. 

2008-tól két ízben nyújtott be petíciót az Európai Unió Parlamentjéhez (EP), annak érdekében, hogy az EP vizsgálja meg mennyiben összeegyeztethetőek az uniós jogrenddel a súlyos emberi jogsértést megvalósító ún. Beneš-dekrétumok. A második petíció, amelyet a németországi Alida Hahn-Seidl társszerzővel 2012-ben terjesztett be (0070/2012. számú petíció), még vizsgálat alatt áll. Több jelenléti és internetes tárgyalást követően sikerült a petíció zárását elkerülni. 

Az Országgyűlés 2/3-os többséggel, 2008. február 25-én, az akkor létrehozott – a Rendőrség tevékenységének alapjogi szempontú civil kontrollját megvalósító – Független Rendészeti Panasztestület (Panasztestület) tagjává választotta. 2010. július 22-től töltötte be a  Panasztestület elnöki tisztét. A tagsági viszonyról és az elnöki megbízatásról alkotmánybíróvá választása miatt kellett lemondania. (2013. április 12.)
A Rendőrség által elkövetett, 2006-os őszi tömeges emberi jogsértések okainak feltárására alakult Civil Jogász Bizottság (CJB) alapító tagjaként a CJB „Jelentésé”-nek emberi jogi tárgyú fejezetét jegyezte (2007 február) és részt vett a CJB arra irányuló tevékenységében, hogy széles körben megismertesse vizsgálati eredményeit. (Civil jelentés – A 2006-os jogsértések (dokumentumfilm)
Az 1990-es évek első felében – amikor nagy számban érkeztek Magyarországra magyar és más nemzetiségű menekültek – elsősorban az erdélyi és délvidéki magyarok jogvédelme okán részt vett az ENSZ által finanszírozott  jogvédő programban. Ez elsősorban bíróságok, egyéb hatóságok előtti jogi képviseleti tevékenységet jelentett. 
A Magyar Polgári Együttműködés Egyesület szervezésében, Magyarországon és a környező magyarlakta területeken a „Jogállami Kerekasztal” c. kulturális-szakmai rendezvénysorozaton 2013 januárja óta – a kezdetektől – vesz részt.

## Jogi képviseleti/ügyvédi tevékenység
1990-től (az alkotmánybírói státusszal való összeférhetetlenség miatt) 2013-ig, előbb egyetemi oktatói jogi képviseleti munkaközösség, majd az egységes ügyvédi törvény hatálybalépését (1991) követően, ügyvédi iroda tagjaként, ügyvédi gyakorlatot folytatott, melynek során elsősorban klasszikus vagyonjogi, családjogi, társasági jogi ügyekben vállalt okirat-szerkesztési megbízásokat, peres és nemperes jogi képviseletet.

## Magánélet
Nős, négy gyermek édesapja. 

## Publikációs lista
Szerzőség vagy társszerzőség könyvfejezet születésében:
Szerkesztőként és társszerzőként:
1. Polgári jog II., A gazdasági társaságok III., Cégjogi kitekintés IV., A csődeljárás, a felszámolási eljárás, a végelszámolás VI., Büntetőjog VI., Polgári perjog VIII. In.: DR. BADÓ KATALIN – DR. JUHÁSZ IMRE: Jogi Ismeretek (főiskolai tankönyv – szerkesztette: DR. JUHÁSZ IMRE) Heller Farkas Gazdasági és Turisztikai Szolgáltatások Főiskolája, Budapest, 2004. 43-174.p., és 203-262.p.

Társszerzőként:
1. A munkaviszonyból és a szövetkezeti tagsági viszonyból származó perek. In: JUHÁSZ IMRE – KISS DAISY – NÉMETH JÁNOS – PAPP ZSUZSANNA – SOMLAI ZSUZSANNA – SZENTIRMAY GYULA – SZILBEREKY JENŐ – VIDA ISTVÁN: Polgári perjog II. 329-340.p. Ligatura, 1993.
2. A munkaviszonyból és a szövetkezeti tagsági viszonyból származó perek. In: JUHÁSZ IMRE – KISS DAISY – NÉMETH JÁNOS – PAPP ZSUZSANNA – SOMLAI ZSUZSANNA – SZENTIRMAY GYULA – SZILBEREKY JENŐ – VIDA ISTVÁN: Polgári perjog II. 329-340.p. Ligatura, 1996. (átdolgozott kiadás)
3. A polgári nemperes eljárások fogalma és általános jellemzése, I. fejezet In.: ÉLESS TAMÁS – JUHÁSZ EDIT – JUHÁSZ IMRE – KAPA MÁTYÁS – PAPP ZSUZSANNA – SZÉCSÉNYI NAGY KRISTÓF – TIMÁR KINGA – TÓTH ÁDÁM – TÖRÖK JUDIT – VARGA ISTVÁN (szerk.: VARGA ISTVÁN): A polgári nemperes eljárások. ELTE Eötvös Kiadó, Eötvös Loránd Tudományegyetem, Budapest, 2010. 29-87.p.
4. A polgári nemperes eljárások fogalma és általános jellemzése, I. fejezet In.: ÉLESS TAMÁS – JUHÁSZ EDIT – JUHÁSZ IMRE – KAPA MÁTYÁS – PAPP ZSUZSANNA – SZÉCSÉNYI NAGY KRISTÓF – TIMÁR KINGA – TÓTH ÁDÁM – TÖRÖK JUDIT – VARGA ISTVÁN (szerk.: VARGA ISTVÁN): A polgári nemperes eljárások. ELTE Eötvös Kiadó, Eötvös Loránd Tudományegyetem, Budapest, 2011. 27-74.p. (átdolgozott kiadás)
5. Gyermekjogok a rendőri intézkedések tükrében. (társszerzők: Bögi Sándor – Lukonics Eszter) Rendészet és Emberi Jogok 2012/3. 79-102. p.
6. A polgári nemperes eljárások fogalma és általános jellemzése, I. fejezet In.: ÉLESS TAMÁS – JUHÁSZ EDIT – JUHÁSZ IMRE – KAPA MÁTYÁS – PAPP ZSUZSANNA – SZÉCSÉNYI NAGY KRISTÓF – TIMÁR KINGA – TÓTH ÁDÁM – TÖRÖK JUDIT – VARGA ISTVÁN (szerk.: VARGA ISTVÁN): A polgári nemperes eljárások, ELTE Eötvös Kiadó, Eötvös Loránd Tudományegyetem, Budapest, 2013. 41-91.p. (átdolgozott kiadás)
7. Határozatok. In.: Polgári Eljárásjog I-II. Jogi Szakvizsga Felkészítő Kötet. (szerk.: UDVARY SÁNDOR) Patrocinium Kiadó, Budapest, 2015. 9-53. p.

Publikációs tevékenység (szak)folyóiratokban, tanulmánykötetekben:
1. A hagyatéki eljárás aktuális kérdései. Magyar Jog 1987/2. 176-177.p.
2. NÉVAI LÁSZLÓ: A szocialista polgári eljárásjog elméleti alapkérdései. c. művének kritikája Magyar Jog 1988/3. 280-282.p.
3. Nagy-Britannia 1987. évi fogyasztóvédelmi törvénye. Magyar Jog 1988/9. 809-810.p.
4. OBIE CLAYTON JR. – TIM CARR: A börtönök zsúfoltságának visszaesésre gyakorolt hatása az USA-ban. Ismertetés. Magyar Jog 1989/3. 269-270. p.
5. Gondolatok az adótanácsadói felelősségről. Adótanácsadók Klubja Tájékoztató, 1992/5-6. 68-72. p.
6. A bíróságok székhelye – kontra elérhetőség. Magyar Jog 1997/6. 353-354. p.
7. A „Perrendtartás” történelmi távlatból In: A magyar polgári eljárásjog a kilencvenes években és az EU jogharmonizáció. ELTE Eötvös Kiadó, Budapest, 2003. 93-100. p.
8. Gondolatok a Brüsszeli Egyezményről In: Magister Artis Boni Et Aequi, Studia in Honorem Németh János. ELTE Eötvös Kiadó, Budapest 2003. 385-414. p.
9. A bírói hatalom problematikája (KENGYEL MIKLÓS: A bírói hatalom és a felek rendelkezési joga a polgári perben c. művének ismertetése) Jogtudományi Közlöny 2004/4. 158-161. p.
10. Az emberi jogok, az alkotmány, a nemzetközi emberi jogi egyezmények a bírói gyakorlat tükrében In.: A 2006. október 23-i budapesti erőszakos cselekmények kivizsgálására létrejött CIVIL JOGÁSZ BIZOTTSÁG Jelentése a 2006. szeptemberi-októberi emberi jogi jogsértésekről. Kairosz Kiadó, Budapest, 2007. 91-112. p.
11. Eltékozolt évtizedek – lejtmenetben határokon innen és túl. In.: Elárvult szabadság. Kecskeméti lapok Kft., Kecskemét, 2008. 173-178. p.
12. Slovakia Reaffirms World War II’s Controversial ’Benes Decrees’ Diplomacy and Trade 2008/5, 18-20. p.
13. Pillanatfelvétel – a demokratikus jogállam itt és most. In.: Új államalapítás. Kecskeméti lapok Kft., Kecskemét, 2009. 261-274. p.
14. A joghatóság közösségi szabályozásának további egységesítése – a 664/2009/EK rendelet margójára. Európai Jog 2009/11. 32-39. p.
15. Beköszöntő helyett, egy folyóirat margójára. Rendészet és Emberi Jogok, 2011./1. 3-10. p.
16. Történelmi önismeretünk. Jog és nemzeti kisebbség a Felvidéken. Kalejdoszkóp – Kaleidoscope, Toronto – Kanada 2011. szeptember – október 15-19. p.
17. A kisebbségi problematika néhány aspektusa. Rendészet és Emberi Jogok, 2011/4.27-36. p.
18. Az emberi jogok a Független Rendészeti Panasztestület állásfoglalásainak tükrében – megismerés és felismerés a rendőrség mindennapjainak tükrében. In.: Rendőrség, 2011. Budapest, ORFK kiadása 6-11. p.
19. Jog és nemzeti kisebbség az egykori Nyugat-Magyarországon (Burgenland) Kalejdoszkóp – Kaleidoscope,Toronto-Kanad 2012. május-június 24-28. p.
20. Az Alkotmányjogi panasz eljárásjogi vetületének néhány aspektusa In.: Codificatio processualis civilis – Studia Honorem Németh János II. ELTE Eötvös Kiadó, Budapest, 2013. 119-132. p.
21. Járatlan úton az emberi jogokért – A Független Rendészeti Panasztestület első évei. Rendészet és Emberi Jogok 2013/4. 3-26. p.
22. Fiat libertas, pereat mundus? A vélemény-nyilvánítás szabadsága kontra emberi méltóság – örök küzdelem vagy békés egymás mellett élés? Alkotmánybírósági Szemle 2016/1. 88-107. p.
23. Alapjogok és polgári perrendtartás: A Pp. szabályainak vizsgálata az Alkotmánybíróság gyakorlatában In: Menyhárd, Attila; Varga, István (szerk.) 350 éves az Eötvös Loránd Tudományegyetem Állam- és Jogtudományi Kara: a jubileumi év konferenciasorozatának tanulmányai. (I.-II. kötet) Budapest, ELTE Eötvös Kiadó, 2018. pp. 146-157.,12 p.
24. Vázlat a polgári perrendtartás 2010-2018 közötti változásairól. In.: Jogalkotási tükör 2010-2018 (Szerk.: Arató Balázs) Patrocínium, Budapest, 2018. 225-243. p.
25. Fiume – Egy közép-európai város és kikötő a hatalmi érdekek metszéspontjában. Heraldika, Budapest, 2020.
26. Fiume és a nemzetiségi egyenjogúság tárgyában hozott 1868. évi XLIV. törvénycikk. Erdélyi Jogélet 2020/2. 107-123. p.
27. Fundamental Rights and Civil Procedure: Examining the Rules of Civil Procedure Act in the Practice of the Constitutional Court (ELTE ÁJK Jubilee Volume, under appearance)